# Regimen regale og regimen politicum
Regimen regale og regale politicum er to latinske udtryk om styreformer, som den svenske historiker Erik Lönnroth i 1934 introducerede i debatten om Kalmarunionens politiske historie. De to begreber bør snarere betragtes som analytiske idealtyper end som beskrivelser af eksisterende politiske systemer i middelalderen.
Lönnroth hentede sine begreber om regimen regale og regimen politicum fra den middelalderlige teolog Ptolemæus af Lucca, hvis ideer bl.a. Giles og Aegidius af Rom (død 1316) byggede videre på i værket De regimine principum (ca. 1277-1280). Hos Ptolemæus og Aegidius var fyrsten under regimen regale repræsentant for det guddommelige overherredømme, mens den skrevne lov under regimen politicum havde den funktion. Man kan sige, at forskellen er, om fyrsten er loven, eller han er bundet af den, der vedtages af en repræsentativ forsamling. Magt og autoritet er således under regimen regale noget, der udgår og uddelegeres fra kongen, mens han i regimen politicum tildeles denne magt af for eksempel rigsrådet.
Man må tro, at kongemagten stræbte efter regimen regale, mens aristokratiets interesse lå i at søge at realisere et regimen politicum.